# Чемпионат Сан-Паулу по футболу 1902
Чемпионат Сан-Паулу по футболу 1902 — первый розыгрыш чемпионата штата Сан-Паулу по футболу (порт.-браз. Campeonato Paulista), также называемый Кубок Антонио Каземиро да Косты (порт.-браз. Taça Casemiro da Costa), прошедший в 1902 году. Участниками стали пять команд, все они представляли город Сан-Паулу.

## История
В 1901 году была основана Лига Паулиста по футболу, которая своей целью ставила организацию футбола в штате Сан-Паулу. В мае был организован первый футбольный чемпионат в стране, в котором приняли участие пять клубов. Победителю доставался Кубок Антонио Каземиро да Косты, названный в честь первого президента Лиги. 3 мая на стадионе «Палестра Италия», в первом матче клуб «Маккензи Коллеж» обыграл со счётом 2:1 «Жерманию». Автором первого гола в истории турнира стал игрок «Маккензи» Марио Эппингаус. По итогам турнира две команды, «Сан-Паулу Атлетик» и «Паулистано» набрали равное количество очков. Был проведён решающий матч между этими командами, в котором «Атлетик» оказался сильнее со счётом 2:1. Оба гола в составе победителя забил Чарльз Миллер, он же стал лучшим бомбардиром турнира с 10 голами.

## Матчи
| Дата             | Команда 1                 | Счёт | Команда 2                 |
| ---------------- | ------------------------- | ---- | ------------------------- |
| 3 мая 1902       | Маккензи Коллеж           | 2:1  | Жермания                  |
| 8 мая 1902       | Сан-Паулу Атлетик         | 4:0  | Паулистано                |
| 11 мая 1902      | Жермания                  | 2:0  | Интернасьонал (Сан-Паулу) |
| 13 мая 1902      | Сан-Паулу Атлетик         | 3:0  | Маккензи Коллеж           |
| 29 мая 1902      | Интернасьонал (Сан-Паулу) | 1:1  | Маккензи Коллеж           |
| 7 июня 1902      | Паулистано                | 2:2  | Маккензи Коллеж           |
| 8 июня 1902      | Сан-Паулу Атлетик         | 3:0  | Интернасьонал (Сан-Паулу) |
| 15 июня 1902     | Паулистано                | 3:1  | Интернасьонал (Сан-Паулу) |
| 29 июня 1902     | Сан-Паулу Атлетик         | 0:1  | Паулистано                |
| 17 июля 1902     | Жермания                  | 0:2  | Маккензи Коллеж           |
| 20 июля 1902     | Сан-Паулу Атлетик         | 4:0  | Жермания                  |
| 27 июля 1902     | Паулистано                | 2:0  | Жермания                  |
| 3 августа 1902   | Жермания                  | 0:3  | Сан-Паулу Атлетик         |
| 10 августа 1902  | Интернасьонал (Сан-Паулу) | 1:1  | Жермания                  |
| 17 августа 1902  | Жермания                  | 1:1  | Паулистано                |
| 24 августа 1902  | Интернасьонал (Сан-Паулу) | 0:0  | Сан-Паулу Атлетик         |
| 14 сентября 1902 | Интернасьонал (Сан-Паулу) | 0:2  | Паулистано                |
| 20 сентября 1902 | Маккензи Коллеж           | 4:4  | Сан-Паулу Атлетик         |
| 4 октября 1902   | Маккензи Коллеж           | 0:3  | Паулистано                |
| 25 октября 1902  | Маккензи Коллеж           | 2:1  | Интернасьонал (Сан-Паулу) |

## Турнирная таблица
| Итоговая таблица чемпионата Сан-Паулу 1902 года | Итоговая таблица чемпионата Сан-Паулу 1902 года | Итоговая таблица чемпионата Сан-Паулу 1902 года | Итоговая таблица чемпионата Сан-Паулу 1902 года | Итоговая таблица чемпионата Сан-Паулу 1902 года | Итоговая таблица чемпионата Сан-Паулу 1902 года | Итоговая таблица чемпионата Сан-Паулу 1902 года | Итоговая таблица чемпионата Сан-Паулу 1902 года | Итоговая таблица чемпионата Сан-Паулу 1902 года | Итоговая таблица чемпионата Сан-Паулу 1902 года |
| Позиция                                         | Команда                                         | Матчи                                           | Победы                                          | Ничьи                                           | Поражения                                       | Забито                                          | Пропущено                                       | Разница голов                                   | Очки                                            |
| ----------------------------------------------- | ----------------------------------------------- | ----------------------------------------------- | ----------------------------------------------- | ----------------------------------------------- | ----------------------------------------------- | ----------------------------------------------- | ----------------------------------------------- | ----------------------------------------------- | ----------------------------------------------- |
| 1                                               | Сан-Паулу Атлетик                               | 8                                               | 5                                               | 2                                               | 1                                               | 21                                              | 5                                               | +16                                             | 12                                              |
| 1                                               | Паулистано                                      | 8                                               | 5                                               | 2                                               | 1                                               | 14                                              | 8                                               | +6                                              | 12                                              |
| 3                                               | Маккензи Коллеж                                 | 8                                               | 3                                               | 3                                               | 2                                               | 13                                              | 15                                              | -2                                              | 9                                               |
| 4                                               | Жермания                                        | 8                                               | 1                                               | 2                                               | 5                                               | 5                                               | 15                                              | -10                                             | 4                                               |
| 5                                               | Интернасьонал (Сан-Паулу)                       | 8                                               | 0                                               | 3                                               | 5                                               | 4                                               | 14                                              | -10                                             | 3                                               |

## Финал
26 октября
| Сан-Паулу Атлетик | 2:1 (2:0) | Паулистано  | Велодрому, Сан-Паулу Зрители: Судья: Эдгард де Соуза или Росио де Соуза |
| Чарльз Миллер     |           | Алваро Роша | Велодрому, Сан-Паулу Зрители: Судья: Эдгард де Соуза или Росио де Соуза |
| Чарльз Миллер     |           |             |                                                                         |

## Лучшие бомбардиры
| Место | Игрок              | Клуб              | Голы |
| ----- | ------------------ | ----------------- | ---- |
| 1     | Чарльз Миллер      | Сан-Паулу Атлетик | 10   |
| 2     | Алисио де Карвальо | Маккензи Коллеж   | 6    |
| 3     | Алваро Роша        | Паулистано        | 5    |
| 4     | Броу               | Сан-Паулу Атлетик | 4    |